# Radio Eriwahn präsentiert Udo Lindenberg + Panikorchester
Radio Eriwahn präsentiert Udo Lindenberg + Panikorchester ist das 18. Studioalbum des deutschen Rockmusikers Udo Lindenberg. Es wurde am 9. September 1985 bei Polydor veröffentlicht und enthält auf der zweiten Seite ein Livekonzert Lindenbergs in Moskau.

## Entstehung
Das vierte Studioalbum für Polydor enthält auf der A-Seite fünf neue Studiotitel. Dabei arbeitete Lindenberg musikalisch vor allem mit Gitarrist Jim Voxx zusammen. Die Texte schrieb Lindenberg selbst, nur bei Germans wirkte Michael Thatcher mit. Germans war wie auch Russen bereits 1984 als Single erschienen, Moskau erschien 1985, die drei Titel konnten sich jedoch nicht in den Charts platzieren. Bei Germans handelt es sich um die gleiche Musik wie bei dem Song Nonnen der Vorgänger-LP Götterhämmerung, der Text wurde neu verfasst und ist auf Englisch. Im Video zu dem Lied hat Ben Becker seinen ersten Auftritt.
Die B-Seite enthält Ausschnitte von mehreren Konzerten Lindenbergs anlässlich der Weltfestspiele der Jugend und Studenten 1985 in Moskau. Dabei sang er mit Wozu sind Kriege da? unter anderem ein Duett mit Alla Pugatschowa, beim Cover Sag’ mir wo die Blumen sind wirkte Shanna Bitschewskaja mit.
Das Album setzt sich von der Titelanzahl zu je 50 % als Studio- und Livealbum zusammen. Die meisten Nachschlagewerke führen es als Studioalbum auf, betrachtet man jedoch das Regelwerk seitens des Bundesverband Musikindustrie, die sich anhand der Spieldauer richten, wäre das Album als Livealbum einzustufen.

## Artwork
Das Cover zeigt Lindenberg scheinbar auf dem Roten Platz mit drei Balletttänzerinnen. Oben befindet sich der Schriftzug. Radio Eriwahn ist dabei als Anspielung auf die bekannten Witze über Radio Eriwan zu verstehen.

## Titelliste
1. Moskau – 3:56
2. Messer – 4:17
3. Germans – 3:31
4. Gespenster – 4:14
5. Polyesterliebe	 – 3:39
6. Russen – 4:47
7. Wozu sind Kriege da (Featuring – Alla Pugatschowa*) – 4:58
8. I Love Me Selber – 3:37
9. Sie brauchen keinen Führer – 5:46
10. Sag’ mir wo die Blumen sind (Featuring – Shanna Bitschewskaja*) – 3:16

## Chartplatzierungen
Radio Eriwahn präsentiert Udo Lindenberg + Panikorchester erreichte erstmals am 23. September 1985 auf Rang 46 die deutschen Albumcharts. Seine beste Platzierung erreichte das Album mit Rang 17 am 7. Oktober 1985. Das Album platzierte sich acht Wochen in den Charts. Letztmals konnte es sich am 11. November 1985 platzieren.
Für Lindenberg avancierte Radio Eriwahn präsentiert Udo Lindenberg + Panikorchester zum 21. Chartalbum in Deutschland.
| ChartsChartplatzierungen | Höchstplatzierung | Wochen |
| ------------------------ | ----------------- | ------ |
| Deutschland (GfK)        | 17 (8 Wo.)        | 8      |